# Goesan
Der Landkreis Goesan (kor.: 괴산군, Goesan-gun) befindet sich in der Provinz Chungcheongbuk-do. Der Verwaltungssitz befindet sich in der Stadt Goesan-eup. Der Landkreis hatte eine Fläche von 842 km² und eine Bevölkerung von 40.149 Einwohnern im Jahr 2019.

Lage des Landkreises in Chungcheongbuk-do